# Francisco Martín Morales
Francisco Martín Morales, conocido artísticamente como Martínmorales (Almería, 1946 - Granada, 27 de agosto de 2022) fue un dibujante y humorista gráfico español.

## Biografía
Hijo de guardia civil y maestra rural, vivió sus primeros años en distintos pueblos de las provincias de Granada y Almería.
Comenzó su trayectoria siendo adolescente en El Faro de Motril y, con veinte  años, en la revista DDT del grupo Bruguera.  A partir de la década de los setenta colaboró en IDEAL y posteriormente estudió periodismo en Madrid. En los años sesenta colaboró en el Nuevo Diario de Madrid, Mundo Diario, la revista Mundo de Barcelona, El Jueves y en la agencia OTR. Fue colaborador fundacional de la revista Por Favor y después realizó viñetas para revistas y periódicos del Grupo Zeta. Desde 1994 hasta 2010 colaboró en el diario ABC.
Realizó exposiciones de sus trabajos para la Unesco en París.
En 2007, fue nombrado académico numerario de la Real Academia de Bellas Artes de Nuestra Señora de las Angustias de Granada.
En agosto de 2010 sufrió un gravísimo accidente en su cortijo de Carataunas, en la Alpujarra Granadina, al caerle un ciprés que estaba talando en su jardín, y que le causó graves lesiones en la cabeza e interrumpió abruptamente su carrera de dibujante humorístico. En 2016 la Fundación CajaGranada patrocinó una exposición antológica de su obra bajo el título de «Martínmorales, el dibujo inagotable».
En 2022 su familia donó a la Universidad de Granada la obra del dibujante, un legado que incluía alrededor de 15 000 originales.

### Final
Falleció en Granada a las cinco de la mañana del sábado 27 de agosto de 2022 y sus restos fueron incinerados en el crematorio del Cementerio de San José.

## Algunas obras
- La España de Martinmorales
- La guerra de los golfos